# Pekansaari (ö i Norra Savolax, Inre Savolax)
Pekansaari är en ö i Finland. Den ligger i sjön Konnevesi och i kommunen Rautalampi i den ekonomiska regionen  Inre Savolax ekonomiska region  och landskapet Norra Savolax, i den centrala delen av landet, 280 km norr om huvudstaden Helsingfors. Öns area är 1,8 hektar och dess största längd är 220 meter i sydöst-nordvästlig riktning.